# Euplectromorpha ambositrae
Euplectromorpha ambositrae is een vliesvleugelig insect uit de familie Eulophidae. De wetenschappelijke naam is voor het eerst geldig gepubliceerd in 1952 door Risbec.